# Кабрера, Херонимо Луис де
Херо́нимо Луи́с де Кабре́ра (1528—1574) — испанский конкистадор с титулом аделантадо, ранний колониальный губернатор большинства нынешних северо-западных провинций Аргентины и основатель города Кордова.

## Биография
Кабрера родился в Севилье, Испания, в 1528 году. Он и его старший брат, Педро, мигрировали в вице-королевство Перу в 1538 году. После зачисления в ряды испанской армии Херонимо в итоге получил звание сержанта и был командирован в колониальный центр Куско в 1549 году. В последующие годы он участвовал во многих военных кампаниях, среди которых подавление восстания в городах Ика и Наска.
В конце 1571 года Кабрера был назначен на ответственный пост для исследования территорий южнее Потоси. После этого он был назначен на пост губернатора провинции Тукуман. После этого он организовал экспедицию в составе 100 солдат и 40 фургонов с провиантом в южном направлении от города Сантьяго-дель-Эстеро (1572). 6 июля 1573 года экспедиция выбрала место на берегу реки Суквия, около 400 километров южнее Сантьяго-дель-Эстеро, где и основала небольшое поселение. Честь назвать поселение было предоставлено Кабрере, и он дал ему имя в честь места рождения своей жены — Кордова.